# Иванов, Михаил Фёдорович (полковник)
Михаил Фёдорович Иванов — Герой Советского Союза, командир 272-го гвардейского миномётного полка реактивной артиллерии, (6-го гвардейского танкового корпуса, 3-й гвардейской танковой армии, Воронежского фронта), гвардии майор.

## Биография
Родился 12 июня 1912 года в Брянске в семье рабочего. Русский. В 1928 году окончил школу ФЗУ при заводе «Красный Профинтерн».
В Красную Армию призван Сорочинским райвоенкоматом Полтавской области Украинской ССР в 1929 году. Член ВКП(б)/КПСС с 1931 года. В 1932 году окончил Сумское военное артиллерийское дважды Краснознамённое училище имени М. В. Фрунзе. В 1932—1936 годах преподавал в Сумском артиллерийском училище. В 1941 году окончил Военную академию имени Ф. Э. Дзержинского. С 1941 года служил в Среднеазиатском военном округе (САВО), был командиром артиллерийского дивизиона.
В боях Великой Отечественной войны с апреля 1943 года. Сражался на Воронежском и 1-м Украинском фронтах. Принимал участие в Курской битве, в освобождении Украины, Польши, Чехословакии, в разгроме врага на территории Германии. В боях с немецко-фашистскими захватчиками был ранен.
Командир 272-го гвардейского миномётного полка (6-й гвардейский танковый корпус, 3-я гвардейская танковая армия, Воронежский фронт) гвардии майор Михаил Иванов отличился в боях 22-29 сентября 1943 года в районе села Григоровка Каневского района Черкасской области Украины.
22 сентября с наступлением темноты в числе первых под непрерывным огнём и бомбежкой противника на самодельных плотах переправил через Днепр два дивизиона реактивных миномётов. Умело организовал огневое обеспечение действий стрелковых подразделений при захвате и удержании плацдарма, отражении вражеских контратак.
29 сентября 272-й гвардейский миномётный полк был окружён противником. Гвардии майор Иванов, находясь с группой бойцов в самой гуще схватки, отстреливаясь от наседавших фашистов, умело руководил боем, вдохновлял своим бесстрашием миномётчиков. В критический момент он повёл в атаку своих бойцов. В результате умелого командования гвардии майора Иванова полк сумел удержать высоту и нанёс противнику значительный урон в живой силе.
В наградном листе, подписанном командиром 6-го гвардейского танкового корпуса гвардии генерал-майором танковых войск А. П. Панфиловым, было написано: «В результате боя тов. Иванов сумел удержать высоту и сохранить материальную часть и личный состав, нанеся своим полком поражение просочившемуся противнику только убитыми до двухсот солдат и офицеров противника».
Указом Президиума Верховного Совета СССР от 17 ноября 1943 года за умелое руководство полком при форсировании Днепра, захвате и удержании плацдарма на правом берегу реки и проявленные при этом отвагу и героизм гвардии майору Иванову Михаилу Фёдоровичу присвоено звание Героя Советского Союза с вручением ордена Ленина и медали «Золотая Звезда» (№ 2097).
После войны продолжал службу в Вооруженных Силах СССР. В 1955 году окончил Высшие академические курсы при Военной артиллерийской командной академии. С 1959 года полковник М. Ф. Иванов — в запасе.
Жил в Калининграде. Работал в техническом институте рыбной промышленности и хозяйства. Умер 6 сентября 1988 года.
Награждён двумя орденами Ленина, двумя орденами Красного Знамени, орденом Отечественной войны 1-й степени, орденом Красной Звезды, медалями.